# Eric Winter
Pour les articles homonymes, voir Winter.
Eric Barrett Winter, né le 17 juillet 1976 à La Mirada en Californie, est un acteur américain.
Il est révélé par ses rôles dans plusieurs séries, notamment Rex Brady dans les séries Des jours et des vies (2002-2006), Dash Gardiner dans la série Witches of East End (2013-2014), le Dr Matt Coyle dans Good Doctor (2017-2018) puis Tim Bradford dans la série The Rookie : Le Flic de Los Angeles (depuis 2018).

## Biographie
Eric Winter est né le 17 juillet 1976 à La Mirada, Californie.

### Vie privée
Il a été marié à Allison Ford de 2001 à 2004.
En janvier 2008, il se fiance à l'actrice Roselyn Sánchez, qu'il épouse fin novembre 2008 à San Juan, Porto Rico.
Ils sont les parents d'une fille prénommée Sebella Rose Winter née en 2012 et d’un garçon prénommé Dylan Gabriel Winter né en 2017.

## Carrière
En 2010, il est a l'affiche du téléfilm Une illusion d'amour aux côtés d'Alyssa Milano et Ivan Sergei. Il est réalisé par Mark Piznarski, inspiré du roman Rendez-vous chez Tiffany (en) de James Patterson.
En 2012, il obtient le rôle principal de Dash Gardiner dans la série Witches of East End aux côtés de Jenna Dewan, Rachel Boston, Nicholas Gonzalez et Mädchen Amick. La série diffusée entre 2013 et 2014 sur Lifetime est annulée au bout de la deuxième saison.
Le 7 février 2018, le magazine Variety annonce qu'il a rejoint le casting principal de la série The Rookie : Le Flic de Los Angeles dans le rôle de Tim Bradford aux côtés de Nathan Fillion, Melissa O'Neil et Alyssa Diaz. La série est diffusée depuis le 16 octobre 2018 sur ABC.
En 2019, il est a l'affiche du téléfilm A Taste of Summer de Peter DeLuise aux côtés de sa femme Roselyn Sánchez,.
Il a également co-écrit avec sa femme, Roselyn Sánchez, le livre pour enfants Sebi and the Land of Cha Cha Cha, publié en 2017. Le livre s'inspire de leur fille Sebella surnommé "Sebi" Rose Winter.

## Filmographie

### Cinéma
- 2008 : Harold et Kumar s'évadent de Guantanamo (Harold and Kumar Escape from Guantanamo Bay) de Jon Hurwitz et Hay Schlossberg : Colton Graham
- 2009 : L'Abominable Vérité (The Ugly Truth) de Robert Luketic : Colin
- 2012 : Fire with Fire : Vengeance par le feu (Fire with Fire) de David Barrett : Adam
- 2014 : Comet de Sam Esmail : Josh

### Télévision

#### Séries télévisées
- 1999 : Profiler : Todd
- 1999 : Undressed : Eric
- 1999 : Les Parker (The Parkers) : Anthony
- 2002 : Charmed : Trevor
- 2002 - 2006 : Des jours et des vies (Days of our Lives) : Rex Brady
- 2005 : Les Experts (CSI : Crime Scene Investigation) : Julian Harper
- 2005 - 2006 : Love, Inc : Mike Smith
- 2006 : Pepper Dennis : Connor
- 2006 : Just Legal : Jared
- 2006 : South Beach : Ford
- 2007 : Wildfire : R.J. Blake
- 2007 : Viva Laughlin : Peter Carlyle
- 2007 - 2008 : Brothers & Sisters : Jason McCallister
- 2008 : Moonlight : Benjamin Talbot
- 2008 : The Ex List : Jake Turner
- 2010 - 2012 : Mentalist : Craig O'Laughlin
- 2011 : Les Experts : Miami (CSI : Miami) : Joe Grafton
- 2012 : GCB : Luke Lourd
- 2013 : Rizzoli and Isles : Brandon Thomas Sarron
- 2013 - 2014 : Witches of East End : Dash Gardiner
- 2016 : Secrets and lies : Neil Oliver
- 2016 - 2017 : Rosewood : Adrian Weeb
- 2017 - 2018 : Good Doctor (The Good Doctor) : Dr Matt Coyle
- depuis 2018 : The Rookie : Le Flic de Los Angeles (The Rookie) : Tim Bradford
- 2021 : L'Île fantastique (Fantasy Island) : Brian Cole
- 2022 : The Rookie: Feds : Tim Bradford

#### Téléfilms
- 2004 : Back When We Were Grownups : Hunk
- 2005 : La Magie de l'amour (The Magic of Ordinary Days) de Brent Shields : Walter
- 2006 : Break-In : Cameron
- 2008 : Single With Parents : Charlie
- 2010 : Une illusion d'amour (Sundays at Tiffany's) de Mark Piznarski : Michael
- 2011 : Weekends at Bellevue : Jared Knox
- 2012 : Scent of the Missing : Jake
- 2017 : A la recherche d'un Père Noël : Ben White
- 2019 : Saveurs d'été (A Taste of Summer) de Peter DeLuise : Caleb Delaney

## Jeux vidéo
- 2013 : Beyond Two Souls : Ryan Clayton

## Voix françaises
| - Cédric Dumond dans : - Des jours et des vies (série télévisée) - Une illusion d'amour (téléfilm) - Witches of East End (série télévisée) - Secrets and lies (série télévisée) - Rosewood (série télévisée) - The Rookie (série télévisée) - Nessym Guetat dans (les séries télévisées) : - Wildfire - Rizzoli and Isles - Guillaume Lebon dans (les séries télévisées) : - Brothers & Sisters - Good Doctor | - Yann Peira dans (les séries télévisées) : - Mentalist - Les Experts : Miami Et aussi - Benoît Du Pac dans Moonlight (série télévisée) - Emmanuel Curtil dans Harold et Kumar s'évadent de Guantanamo - Mathias Kozlowski dans L'Abominable Vérité - Alexandre Crépet dans Fire with Fire : Vengeance par le feu |